# Hastighetsåkning på skridskor vid olympiska vinterspelen 1936

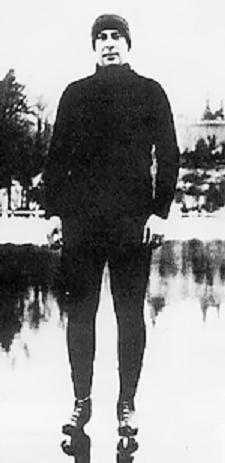
Aleksander Mitt från Estland under spelen.

Hastighetsåkning på skridskor vid olympiska vinterspelen 1936 i Garmisch-Partenkirchen, Tyskland. Fyra tävlingar hölls,torsdag 11 februari 1936, onsdag 12 februari 1936, torsdag 13 februari 1936 och fredag 14 februari 1936.

## Medaljsummering
| Gren                     | Guld                    | Guld         | Silver                  | Silver  | Brons                   | Brons   |
| 500 meter Detaljer...    | Ivar Ballangrud Norge   | 43,4         | Georg Krog Norge        | 43,5    | Leo Freisinger USA      | 44,0    |
| 1 500 meter Detaljer...  | Charles Mathiesen Norge | 2:19,2       | Ivar Ballangrud Norge   | 2:20,2  | Birger Wasenius Finland | 2:20,9  |
| 5000 meter Detaljer...   | Ivar Ballangrud Norge   | 8:19,6 (OR)  | Birger Wasenius Finland | 8:23,3  | Antero Ojala Finland    | 8:30,1  |
| 10 000 meter Detaljer... | Ivar Ballangrud Norge   | 17:24,3 (OR) | Birger Wasenius Finland | 17:28,2 | Max Stiepl Österrike    | 17:30,0 |

## Deltagande länder
17 åkare deltog i alla fyra tävlingar.
Totalt deltog 52 åkare från 16 länder.
- Australien (1)
- Belgien (2)
- Estland (1)
- Finland (5)
- Kanada (1)
- Tyskland (2)
- Ungern (1)
- Japan (7)
- Lettland (3)
- Nederländerna (5)
- Norge (7)
- Polen (1)
- Sverige (1)
- Tjeckoslovakien (2)
- USA (5)
- Österrike (8)

## Medaljligan
| Pl. | Nation    | Guld | Silver | Brons | Totalt |
| --- | --------- | ---- | ------ | ----- | ------ |
| 1   | Norge     | 4    | 2      | 0     | 6      |
| 2   | Finland   | 0    | 2      | 2     | 4      |
| 3   | USA       | 0    | 0      | 1     | 1      |
| 3   | Österrike | 0    | 0      | 1     | 1      |